# Perro George
El Perro George (George P. Dog o Barnyard Dawg en su versión original en inglés) es un perro animado que aparece en muchas caricaturas de Warner Brothers. Su primera aparición fue en 1946 en una película de Henery Hawk titulado Walky Talky Hawky. El perro George y su némesis/compañero el gallo Claudio fueron considerados importantes personajes de los Looney Tunes. Muchas de las bromas en la caricatura implicaba al gallo Claudio y a George tratando de vencerse el uno al otro mejor. Curiosamente George también interactuó con otros personajes como el Pato Lucas y el gato Silvestre, él siempre trata de defender la granja pero es molestado por Claudio y George se venga haciendo lo mismo y viceversa, él fue creado por Robert McKimson quien también creó al Gallo Claudio. En el único papel principal que ha tenido es la de Space Jam con Michael Jordan, el es uno de los jugadores de Tunes Squad.

## Voz del Perro George
Estados Unidos
- Mel Blanc (1946 - 1989)
- Billy West (voz actual desde 2003)

Mexico
- Alberto Gavira
- Salvador Carrasco
- Omar Jasso

## Apariciones
- Space Jam (1996)
- Baby Looney Tunes (2002)
- Looney Tunes: De nuevo en acción (2003)
- The Looney Tunes Show (2011 - 2014)
- New Looney Tunes (2015 - 2019)